# جاي ك. وودورد
جاي ك. وودورد (بالإنجليزية: J. K. Woodward)‏ هو رسام بالرصاص أمريكي، ولد في 1970.